# Cardiel de los Montes
Cardiel de los Montes település Spanyolországban, Toledo tartományban. Cardiel de los Montes Los Cerralbos, Lucillos, Castillo de Bayuela, Garciotum és Nombela községekkel határos. Lakosainak száma 390 fő (2024).

## Népesség
A település népessége az utóbbi években az alábbiak szerint változott:
| Lakosok száma | 163  | 203  | 306  | 365  | 390  | 388  | 348  | 355  | 394  | 390  |
|               | 2001 | 2004 | 2007 | 2009 | 2012 | 2014 | 2017 | 2019 | 2022 | 2024 |